# Gor Howakimjan
Gor Howakimjan (armenisch Գոռ Հովակիմյան; englisch Gor Hovakimyan; * 3. November 2004) ist ein armenischer Leichtathlet, der sich auf den Dreisprung spezialisiert.

## Sportliche Laufbahn
Erste internationale Erfahrungen sammelte Gor Howakimjan im Jahr 2022, als er bei den U20-Balkan-Hallenmeisterschaften in Belgrad mit 14,50 m den sechsten Platz im Dreisprung belegte. Im Juni gelangte er bei den Balkan-Meisterschaften in Craiova mit 15,18 m auf den elften Platz, ehe er bei den U20-Weltmeisterschaften in Cali mit 15,20 m in der Qualifikationsrunde ausschied. Im Jahr darauf brachte er bei den U20-Europameisterschaften in Jerusalem keinen gültigen Versuch zustande und 2024 belegte er bei den Balkan-Hallenmeisterschaften in Istanbul mit  15,59 m den achten Platz. Ende Mai gelangte er auch bei den Balkan-Meisterschaften in Izmir mit 15,86 m auf Rang acht. Im Jahr darauf gewann er bei den Balkan-Hallenmeisterschaften in Belgrad mit 16,10 m die Silbermedaille hinter dem Aseri Rustam Məmmədov. Ende Juni wurde er bei der 3. Liga der Team-Europameisterschaft in Maribor mit 16,29 m Zweiter im Dreisprung hinter dem Aserbaidschaner Rustam Məmmədov und gelangte im Weitsprung mit 7,67 m auf Rang drei hinter Andreas Trajkovski aus Nordmazedonien und dem Isländer Daníel Ingi Egilsson. Zudem wurde er mit der armenischen 4-mal-100-Meter-Staffel in 42,00 s Dritter im B-Lauf. Anschließend wurde er bei den U23-Europameisterschaften in Bergen in der Dreisprungqualifikation disqualifiziert. Kurz darauf belegte er bei den World University Games in Bochum mit 16,17 m den sechsten Platz im Dreisprung.
2022 wurde Howakimjan armenischer Meister im Dreisprung.

## Persönliche Bestleistungen
- Weitsprung: 7,67 m (0,0 m/s), 24. Juni 2025 in Maribor
- Dreisprung: 16,29 m (+0,8 m/s), 25. Juni 2025 in Maribor